# لی گوجیه
لی گوجیه (انگلیسی: Li Guojie؛ زادهٔ ۱۵ اکتبر ۱۹۸۵) شمشیرباز اهل چین است. وی در بازی‌های المپیک تابستانی ۲۰۰۸ و ۲۰۱۲ شرکت کرده‌است.